# Onake Obavva

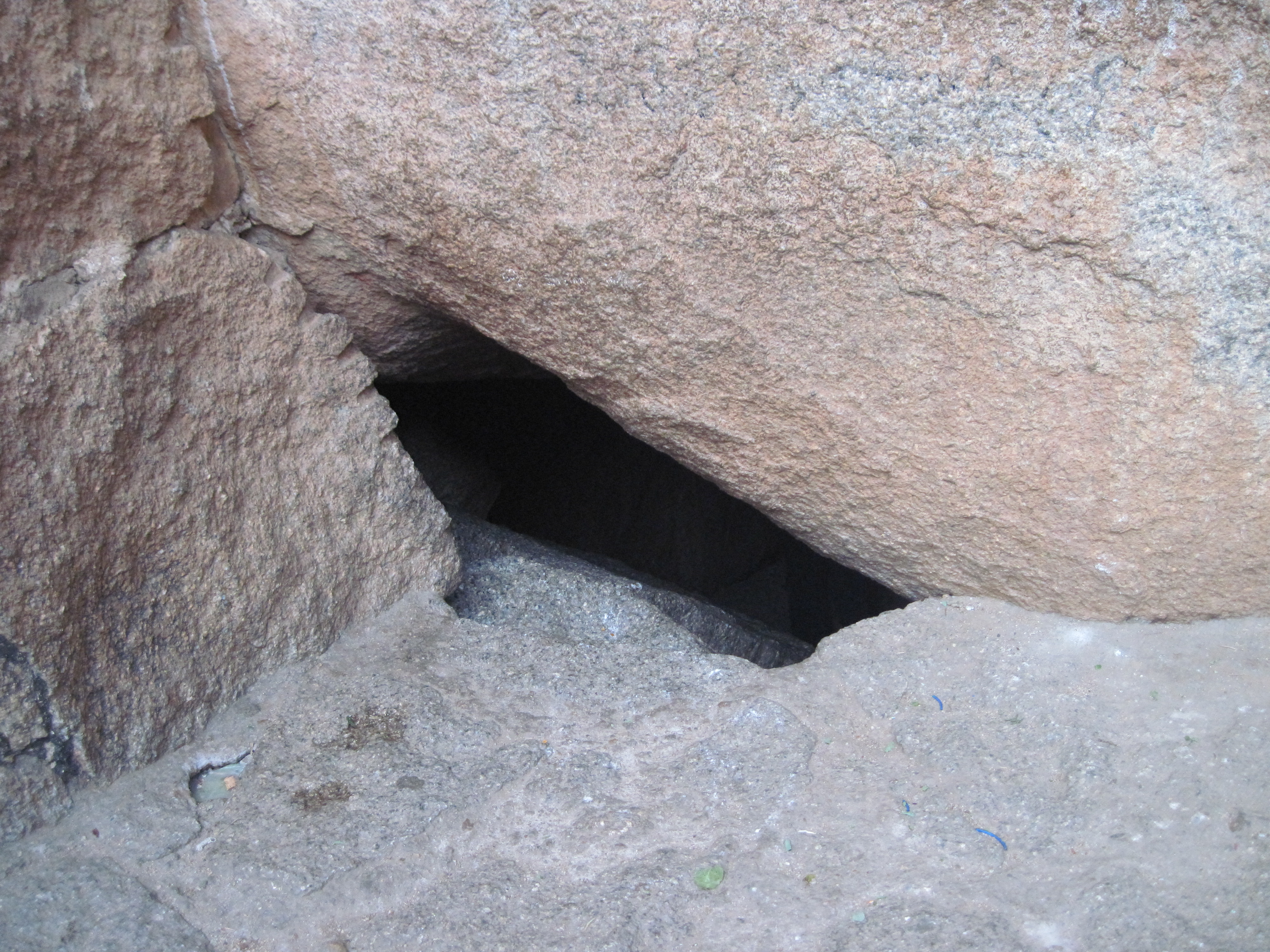
El kindi Onake Obavvana, dins la fortalesa Chitradurga

Onake Obavva (kannada: ಒನಕೆ ಓಬವ್ವ, segle xviii) fou una dona que s'enfrontà tota sola contra les forces de Haidar Ali amb un morter (onake) al regne de Chitradurga o Karnataka, Índia. El seu marit formava part de la guarnició d'una torre de vigilància a la fortalesa de Chitradurga. A l'estat de Karnataka, se la recorda, juntament amb Abbakka Rani, Keladi Chennamma i Kittur Chennamma, com les dones guerreres i patriotes més importants. Pertanyia a la comunitat Holeyas (Chalavadi).

## L'heroïsme d'Obavva
Durant el regnat de Madakari Nayaka, la ciutat de Chitradurga va ser assetjada per les tropes de Haidar Ali (1754-1779). La visió casual d'un home que entrava al fort de Chitradurga a través d'un forat entre les roques permetre a Hyder Ali elaborar un pla per tal d'enviar els seus soldats per aquest forat. El guàrdia (Kahale Mudda Hanuma, el marit d'Obavva, que estava de servei a prop d'aquest forat) havia marxat a casa a dinar. Durant el menjar, necessitava aigua per beure, de manera que la seva dona Obavva va anar a recollir-la amb una olla, a un estany que estava a prop del forat de les roques, a la meitat del turó. Va ser llavors quan s'adonà que l'exèrcit intentava entrar al fort pel forat. Va fer servir el morter o la maça d'aquest (un bastó llarg de fusta destinat a picar grans d'arròs) per matar els soldats un a un colpejant-los al cap i després movent els morts tranquil·lament sense aixecar les sospites de la resta de les tropes. Mudda Hanuma, va tornar del dinar i es va sorprendre en veure a Obavva de peu amb un onake tacat de sang i diversos cossos morts dels enemics al seu voltant.
Més tard, el mateix dia, va ser trobada morta bé pel xoc o bé assassinada pels soldats enemics. Malgrat la seva valenta intervenció en la defensa de la plaça que dugué a terme en aquesta ocasió, Madakari no va poder resistir l'atac de Hyder Ali durant el 1779, i acabà rendint el fort de Chitradurga.

## Llegat
Hom la considera l'epítome de l'orgull femení kannada. El forat pel qual es colaven els soldats de Hyder Ali es diu Kindi Onake Obavvana (kindi = forat) o kindi Onake. El seu esforç heroic es representa en una famosa sèrie de cançons en la pel·lícula de Nagarahavu dirigida per Puttanna Kanagal.
L'estadi esportiu de Chitradurga, el Veera Vanithe Onake Obavva Stadium, porta el seu nom. També se la commemora amb una estàtua esculpida per Ashok Gudigar, erigida davant l'oficina del comissari del districte a Chittradurga.

## A la cultura popular
A la pel·lícula de drama històric en llengua kannada Chitradurgada Onake Obavva del 2019, l'actriu Kannada Tara interpreta el paper d'Onake Obavva com a protagonista.
Abhinaya Sharade Jayanthi va interpretar el paper d'Onake Obavva a la pel·lícula Nagarahavu del 1972.